# کوچینچین-برودووه
کوچینچین-برودووه (به لهستانی:  Kocięcin-Brodowy) یک روستا در لهستان است که در گمینا راچیانژ واقع شده‌است.